# بتا سه‌پایه بی
بتا سه‌پایه بی (به انگلیسی: Beta Pictoris b) سیاره‌ای واقع در فاصلهٔ تقریبی ۶۳ سال نوری با سامانهٔ خورشیدی و در صورت فلکی سه‌پایه، در حال گردش به دور ستارهٔ خرده‌قرص بتا سه‌پایه با قدر ظاهری ۴ است. این سیاره دارای جرم بین ۴ تا ۱۱ برابر جرم مشتری و شعاع حدود ۶۵٪ بزرگتر از مشتری است. مدار آن ۹ واحد نجومی از بتا (نزدیک به سطح دیسک باقی مانده به دور ستاره) فاصله دارد و با یک خروج از مرکز جزئی و یک دورهٔ مداری ۲۰ تا ۲۱ ساله در گردش است، و تنها سیارهٔ شناخته شده در بتا سیستم سه‌پایه است.